# Liktorn
Liktorn är en förtjockning av överhudens hornlager, ett slags hyperkeratos som oftast uppkommer på fötterna till följd av tryck eller friktion. De kan yttra sig i tjocka, förhårdnade hudområden, i knutor, eller i förändrad hudkvalitet. Liktornar kan bli inflammerade eller ömma av att det överkompenserade hudlagret orsakar ännu större tryck från exempelvis skor, men utan komplikationer är liktornar endast ett kosmetiskt problem.
De vanligaste orsakerna till liktornar på fötterna är trånga skor eller att inte ha sockor i skorna. Liktornar kan uppkomma på händerna hos personer som använder verktyg eller spelar instrument.
Liktornar anses vara orsakade av långvarigt tryck utifrån. Trycket förstås inledningsvis framkalla begränsad blodtillförsel (ischemi), varefter tryckets upphörande tillkommer ökad blodmängd i kroppsdelen (hyperemi), varefter följer celltillväxt i form av liktorn (epiteltillväxt).

## Behandling
Eftersom problemen oftast beror på tryck kan symptomen relativt enkelt avhjälpas genom byte av skor eller användande av tryckavlastande ringar. Svårare fall kan behandlas med huduppluckrande plåster som bytes 1-2 gånger per vecka. Även mjukgörande salvor kan ha god effekt.